# Förundran
Förundran är en känsla som ofta definieras som en blandad upplevelse av stor respekt tillsammans med antingen överraskning eller rädsla. Svenska akademiens ordbok beskriver flera relaterade koncept till förundran såsom häpnad, beundran, förvåning, vördnad och dyrkan.

## Teorier

### Haidts och Keltners teori
Enligt psykologerna och forskarna Jonathan Haidt och Dacher Keltner krävs två betingelser för att förundran ska upplevas: väldighet och adaption. Väldighet innebär upplevelsen av att någonting är större än självet vilket kan ske vid till exempel en naturupplevelse eller tankar om rymden. Adaption innebär att upplevelsen inte finner plats i nuvarande mentala strukturer och att vi istället behöver förändra hur vi tänker om världen för att upplevelsen ska kunna processas, alltså passa in i vår tankestruktur. Fem andra betingelser som kan färga upplevelsen av förundran är enligt psykologerna hot, skönhet, exceptionell förmåga, dygd och det övernaturliga.